# Regolo di Golomb

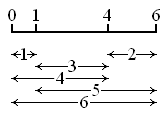
Regolo di Golomb di ordine 4 e lunghezza 6. Questo regolo è sia ottimale che perfetto.

In matematica, un regolo di Golomb, chiamato così da Solomon W. Golomb che fu il primo a descriverlo, è un insieme di tacche poste a posizioni intere su un immaginario regolo, tale che non ci sia alcuna coppia di tacche poste alla stessa distanza. Il numero di tacche nel regolo è il suo ordine, mentre la massima distanza tra due delle sue tacche è la sua lunghezza. Traslazione e riflessione di un regolo di Golomb sono considerate banali: per convenzione, quindi, la tacca più a sinistra è posta a 0 e quella successiva è il minore dei due valori possibili.
Non è affatto richiesto che un regolo di Golomb possa misurare tutte le distanze da 1 alla sua lunghezza: nel caso che lo faccia, viene detto un regolo perfetto. È stato dimostrato che non può esistere un regolo di Golomb perfetto per cinque o più tacche. Un regolo di Golomb si dice ottimale se non esiste nessun regolo di Golomb dello stesso ordine e più corto. È facile creare un regolo di Golomb, ma trovare quelli ottimali è un compito computazionalmente complicato. Distributed.net ha completato la ricerca parallela di massa per i regoli ottimali di ordine 24, 25, 26 e 27, confermando i candidati sospetti. Distributed.net sta inoltre cercando, da febbraio 2014, il regolo ottimale di ordine 28.
Un uso pratico dei regoli di Golomb è la progettazione di antenne radio in array di fase, come ad esempio i radiotelescopi. Presso le stazioni base dei cellulari, si possono spesso vedere antenne in una configurazione equivalente al regolo di Golomb [0,1,4,6].
Al momento non è nota la complessità di trovare regoli di Golomb ottimali di lunghezza arbitraria n, ma si pensa che sia un problema NP-difficile.

## Regoli di Golomb ottimali noti
La tabella seguente mostra tutti i regoli di Golomb ottimali noti, escludendo quelli equivalenti a meno di riflessione. La tabella è completa fino all'ordine 27 compreso.
| ordine | lunghezza | tacche                                                                                             | data scoperta    | scopritore                                              |
| ------ | --------- | -------------------------------------------------------------------------------------------------- | ---------------- | ------------------------------------------------------- |
| 1      | 0         | 0                                                                                                  | 1952             | Wallace Babcock                                         |
| 2      | 1         | 0 1                                                                                                | 1952             | Wallace Babcock                                         |
| 3      | 3         | 0 1 3                                                                                              | 1952             | Wallace Babcock                                         |
| 4      | 6         | 0 1 4 6                                                                                            | 1952             | Wallace Babcock                                         |
| 5      | 11        | 0 1 4 9 11 0 2 7 8 11                                                                              | 1967?            | John P. Robinson e Arthur J. Bernstein                  |
| 6      | 17        | 0 1 4 10 12 17 0 1 4 10 15 17 0 1 8 11 13 17 0 1 8 12 14 17                                        | 1967?            | John P. Robinson e Arthur J. Bernstein                  |
| 7      | 25        | 0 1 4 10 18 23 25 0 1 7 11 20 23 25 0 1 11 16 19 23 25 0 2 3 10 16 21 25 0 2 7 13 21 22 25         | 1967?            | John P. Robinson e Arthur J. Bernstein                  |
| 8      | 34        | 0 1 4 9 15 22 32 34                                                                                | 1972             | William Mixon                                           |
| 9      | 44        | 0 1 5 12 25 27 35 41 44                                                                            | 1972             | William Mixon                                           |
| 10     | 55        | 0 1 6 10 23 26 34 41 53 55                                                                         | 1972             | William Mixon                                           |
| 11     | 72        | 0 1 4 13 28 33 47 54 64 70 72 0 1 9 19 24 31 52 56 58 69 72                                        | 1972             | William Mixon                                           |
| 12     | 85        | 0 2 6 24 29 40 43 55 68 75 76 85                                                                   | 1979             | John P. Robinson                                        |
| 13     | 106       | 0 2 5 25 37 43 59 70 85 89 98 99 106                                                               | 1981             | John P. Robinson                                        |
| 14     | 127       | 0 4 6 20 35 52 59 77 78 86 89 99 122 127                                                           | 1985             | James B. Shearer                                        |
| 15     | 151       | 0 4 20 30 57 59 62 76 100 111 123 136 144 145 151                                                  | 1985             | James B. Shearer                                        |
| 16     | 177       | 0 1 4 11 26 32 56 68 76 115 117 134 150 163 168 177                                                | 1986             | James B. Shearer                                        |
| 17     | 199       | 0 5 7 17 52 56 67 80 81 100 122 138 159 165 168 191 199                                            | 1993             | W. Olin Sibert                                          |
| 18     | 216       | 0 2 10 22 53 56 82 83 89 98 130 148 153 167 188 192 205 216                                        | 1993             | W. Olin Sibert                                          |
| 19     | 246       | 0 1 6 25 32 72 100 108 120 130 153 169 187 190 204 231 233 242 246                                 | 1994             | Apostolos Dollas, William T. Rankin and David McCracken |
| 20     | 283       | 0 1 8 11 68 77 94 116 121 156 158 179 194 208 212 228 240 253 259 283                              | 1997?            | Mark Garry, David Vanderschel and others (web project)  |
| 21     | 333       | 0 2 24 56 77 82 83 95 129 144 179 186 195 255 265 285 293 296 310 329 333                          | 8 maggio 1998    | Mark Garry, David Vanderschel and others (web project)  |
| 22     | 356       | 0 1 9 14 43 70 106 122 124 128 159 179 204 223 253 263 270 291 330 341 353 356                     | ~maggio 1999     | Mark Garry, David Vanderschel and others (web project)  |
| 23     | 372       | 0 3 7 17 61 66 91 99 114 159 171 199 200 226 235 246 277 316 329 348 350 366 372                   | 8 luglio 1999    | Mark Garry, David Vanderschel and others (web project)  |
| 24     | 425       | 0 9 33 37 38 97 122 129 140 142 152 191 205 208 252 278 286 326 332 353 368 384 403 425            | 13 ottobre 2004  | distributed.net                                         |
| 25     | 480       | 0 12 29 39 72 91 146 157 160 161 166 191 207 214 258 290 316 354 372 394 396 431 459 467 480       | 25 ottobre 2008  | distributed.net                                         |
| 26     | 492       | 0 1 33 83 104 110 124 163 185 200 203 249 251 258 314 318 343 356 386 430 440 456 464 475 487 492  | 24 febbraio 2009 | distributed.net                                         |
| 27     | 553       | 0 3 15 41 66 95 97 106 142 152 220 221 225 242 295 330 338 354 382 388 402 415 486 504 523 546 553 | 19 febbraio 2014 | distributed.net                                         |